# Nikola Popović (cestista)
Nikola Popović (in serbo Никола Поповић?; Banja Luka, 19 luglio 1997) è un cestista serbo.

## Carriera
Dopo aver trascorso la carriera universitaria presso il Boston College, il 7 giugno 2020 fa ritorno alla Stella Rossa, club nel quale era cresciuto, firmando un quadriennale e venendo subito ceduto in prestito all'FMP Belgrado. Dopo aver lasciato la squadra serba nel successivo mese di gennaio per passare al Chemidor Tehran, il 9 agosto 2021 si trasferisce all'Okapi Aalstar, con cui rimane anche nella stagione successiva. Il 19 gennaio 2023 passa al Lietkabelis.